# 潘釴
潘釴（1505年—？），字希行，直隸徽州府婺源縣人，民籍，明朝政治人物。

## 生平
嘉靖四年（1525年）乙酉科應天府鄉試第五十名舉人。嘉靖十七年（1538年）中式戊戌科會試第一百六十六名，登第三甲第九名進士。授行人司行人，歷户部员外郎，出爲山東青州府知府，任满，二十九年二月升河南信阳兵备副使，升江西布政司右参政，卒於任上。

## 家族
曾祖潘思文，贈通議大夫兵部左侍郎；祖父潘積；父潘琪，母戴氏；繼母胡氏。永感下。兄潘鈺（贡士）。